# Mario Perez (malarz)
Mario Perez (ur. 17 czerwca 1943) – kubański malarz.
W swoim malarstwie używa głównie akwareli. Jego prace są żywe i nasycone kolorami. Wyemigrował do Stanów Zjednoczonych.